# Henri Lansbury
Henri George Lansbury (* 12. října 1990 Londýn) je anglický profesionální fotbalista, který hraje na pozici středního záložníka za anglický klub Luton Town FC. Je bývalý anglický mládežnický reprezentant.

## Reprezentační kariéra
V květnu 2007 se s reprezentací do 17 let zúčastnil Mistrovství Evropy U17 v Belgii, kde ve finále angličtí mladíci podlehli Španělsku 0:1. Lansbury vstřelil branku v základní skupině proti Nizozemsku (výhra 4:2).